# Aleš Pickar
Aleš Pickar (* 1971 in Děčín, Tschechoslowakei) ist ein deutsch-tschechischer Autor, Musiker und Publizist.

## Leben
Aleš Pickar wuchs in Prag auf und kam im Zuge des Zerfalls der Sowjetunion 1989 als Jugendlicher nach München, wo er seine späten Jugendjahre ohne Aufenthaltserlaubnis, gemeldeten Wohnsitz oder Schulbesuch verlebte.
In den 1990er Jahren war Pickar Mitbegründer des Underground-Labels Ant-Zen und spielte in der Band Concrescence.
1995 verließ er das Label und bereiste für ein paar Jahre Indien. Nach seiner Rückkehr nach Europa ging Pickar zunächst Gelegenheitsjobs nach, beispielsweise als Kameramann und Cutter in der Pornoindustrie und später als Postzusteller. In dieser Zeit begann seine publizistische Arbeit. So beteiligte er sich als Editor an der Studie von ECPAT mit dem Titel „Trafficking in Children for Sexual Purposes“, ein globales Netzwerk, das sich für die Beendigung der sexuellen Ausbeutung von Kindern einsetzt.
Fast zeitgleich begann die Arbeit an seinem „Spiegel“-Universum, eine Fantasy-Reihe, die inzwischen fünf Bände umfasst und deren Sammelband „Die dunkle Stadt“ mit den ersten drei Romanen im Jahr 2011 für den Deutschen Phantastik Preis nominiert wurde. Daneben betreibt Aleš Pickar unter dem Alias „Aliosha“ einen Youtube-Kanal, auf dem er sich überwiegend als Rezensent mit verschiedenen zeithistorischen Themen, Künstlern und Kulturschaffenden beschäftigt. Aleš Pickar lebt gegenwärtig in Mittelfranken.

## Werke (Auswahl)
- „In den Spiegeln (Teil 1, 2 & 3) – Die dunkle Stadt“, Hrsg.: Anna macht Urlaub, München (2013), erste Edition im Vedra Verlag, München, ISBN 978-3-93935-621-9.
- „In den Spiegeln (Teil 4) – Palladion“, Hrsg.: Anna macht Urlaub, München (2012).
- „In den Spiegeln (Teil 5) – Imaginäre Freunde“, Hrsg.: Anna macht Urlaub, München (2013).
- „Kalion – Die lautlose Woge“. Periplaneta, Klappenbroschur Edition,  Berlin (2017), ISBN 978-3-95996-032-8.
- „Kalion – Die dunkle Wunde“. Periplaneta, Klappenbroschur Edition,  Berlin (2017), ISBN 978-3-95996-042-7.
- „Kalion – Die zwölf Kronen“. Periplaneta, Klappenbroschur Edition,  Berlin (2018), ISBN 978-3-95996-052-6.
- „Wie ich das Ende der Welt (üb)erlebte“, Anthologie, Aleš Pickar mit dem Beitrag „Die Grellzeit-Chronik (Bericht 9): Der Turm“, Elysion-Books, Leipzig (2024), ISBN 978-3-96000-321-2.